# High Fighter
High Fighter ist eine Hamburger Sludge- und Stoner-Doom-Band, die 2014 gegründet wurde.

## Geschichte
Die Band wurde im Sommer 2014 von ehemaligen Mitgliedern von A Million Miles, Buffalo Hump und Pyogenesis gegründet. Im selben Jahr erschien die EP The Goat Ritual. Der Tonträger war live innerhalb eines Wochenendes aufgenommen worden. 2015 schlossen sich Auftritte zusammen mit Bands wie Ahab, Mammoth Storm, The Midnight Ghost Train, Sunnata, Greenleaf und Corrosion of Conformity an. Zudem war sie auf dem Stoned From the Underground, dem Sonic Blast in Portugal, dem Red Smoke in Polen, den Hamburg Metal Dayz und dem Wacken Open Air zu sehen. Im Juni 2016 erschien über Svart Records das Debütalbum Scars & Crosses, das im Mannheimer Rama Studio unter der Leitung von Jens Siefert innerhalb von einer Woche aufgenommen und im Anschluss von Toshi Kasai abgemischt und gemastert worden war. Das Material wurde, wie bereits auf der EP, live eingespielt.

## Stil
Jens Peters vom Rock Hard befand, dass auf dem Debütalbum der Hardcore-Punk-Anteil abgenommen hat und nur Sludge und Stoner Rock dominiere. Im Interview mit ihm gab die Sängerin Miluski an, dass dies jedoch keine Absicht war, sondern nur darauf zurückzuführen sei, dass die Band stärker zusammengewachsen sei und nun homogener klinge. Die Gruppe versuche neben Hardcore Punk, Sludge und Stoner Metal auch Einflüsse aus dem Heavy Metal, Doom Metal und Blues einzuarbeiten. Die Texte seien meist persönlich und würden der Vergangenheitsbewältigung dienen, wobei Miluski das Thema Himmel und Hölle oft gerne aufgreife. In derselben Ausgabe rezensierte Thomas Kupfer das Album und merkte an, dass es schwer ist, die Band nur in die Doom-Metal- und Sludge-Schublade zu stecken. Die Songs würden Melodien enthalten, die packend aber sperrig seien. Zudem seien Einflüsse aus dem Blues und gelegentlich Hardcore Punk hörbar. Auf dem Album mache man einen „Spagat zwischen brachialem Gedröhne und verhaltenen Momenten“. Manuel Liebler vom Metal Hammer schrieb in seiner Rezension zur EP, dass diese zeitlos klinge und der „Gesang von balladesken Tönen bis zu beinahe psychotischen Screams“ reiche. Ihre Einflüsse beziehe die Band aus dem Doom Metal sowie Stoner- und Psychedelic-Rock. Im Interview aus derselben Ausgabe gab die Band Einflüsse aus dem Doom Metal, Blues, Rock, Sludge, Metal und Hardcore Punk an. Speziell seien dies Gruppen wie Pantera, Crowbar, Kyuss, Down und EyeHateGod.

## Diskografie
- 2014: The Goat Ritual (EP, Eigenveröffentlichung)
- 2016: Scars & Crosses (Album, Svart Records)
- 2019: Champain (Album, Argonauta Records)